# FC Zenit-Izhevsk Izhevsk
El FC Zenit-Izhevsk (del ruso: ФК «Зенит-Ижевск» Ижевск) es un club de fútbol ruso de la ciudad de Izhevsk, fundado en 2011. El club disputa sus partidos como local en el Central Republican Stadium y juega en la Segunda División, Zona "Ural-Povolzhie", el tercer nivel en el sistema de ligas ruso. 

## Historia
FC Zenit-Izhevsk se funda en 2011 mediante la fusión, por un lado, del club de fútbol «Soiuz-Gazprom» (del ruso: «СОЮЗ-Газпром») y la institución estatal regional «SDIUSSHOR Izhevsk» (del ruso: «СДЮСШОР Ижевск»), decretada por el presidente del Gobierno de la República de Udmurtia. El fundador es el Ministerio de Deportes de la República de Udmurtia.
El 21 de febrero, el diputado del Ministro de Deportes de la República de Udmurtia, Alexander Suntsov, se convirtió en el director del equipo. Poco después, Suntsov dejó su puesto de diputado y oficialmente comenzó ejercer sus obligaciones en el Zenit-Izhevsk. El 1 de marzo se nombró como entrenador principal del club a Sergey Boyko, quien previamente había dirigido al FC Znamya Truda de Orekhovo-Zuyevo. El 23 de marzo, el Zenith-Izhevsk pasó el procedimiento de certificación en la Unión del Fútbol de Rusia (en ruso: Российский Футбольный Союз o Rossiiski Futbolnyi Soyuz), confirmando así el estado profesional y ganando la admisión a la competencia en la Segunda División, Zona "Ural-Povolzhie". El 28 de marzo, en una reunión con el presidente de Udmurtia, se tomó la decisión de crear entrenadores para organizar la escuela.
En la noche del 9 de junio de 2011, se supo que el contrato con Sergey Boyko había sido cancelado por consentimiento mutuo. La razón fue la actuación inexpresiva de Zenith-Izhevsk al comienzo del campeonato: el equipo en ocho partidos consiguió solo dos puntos.

## Jugadores
Actualizado al 14 de octubre de 2017, según .